# Fundació Centre Internacional de Música Antiga
La Fundació Centre Internacional de Música Antiga és una fundació nascuda l’any 1997 per Jordi Savall i Montserrat Figueras per "garantir la recuperació i la revalorització del patrimoni musical universal amb obres de caràcter excepcional dels períodes medieval, renaixentista, barroc i del classicisme, amb una especial atenció a les tradicions musicals de l’entorn del Mediterrani".
L'activitat concertística de la Fundació inclou el conjunt instrumental Hespèrion XXI (1974), el conjunt vocal La Capella Reial de Catalunya (1987) i l’orquestra d’instruments barrocs Le Concert des Nations (1989), amb els quals desenvolupen una gran diversitat d’activitats orientades a la recuperació i promoció del patrimoni musical, com concerts, promoció de la reflexió i del diàleg intercultural, activitats pedagògiques, projectes socials que apropen la música a les persones que més ho necessiten, hospitals, presons, barris d’actuació preferent i refugiats.